# 胞胚

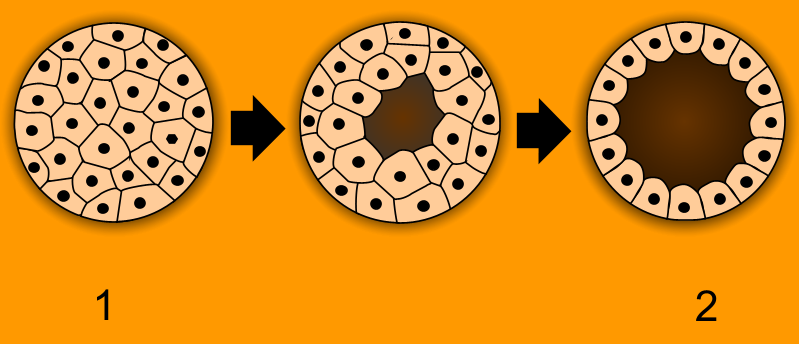
en:Blastulation:胞胚形成 、1 - :en:Morula:桑実胚、2 - :en:blastula:胞胚

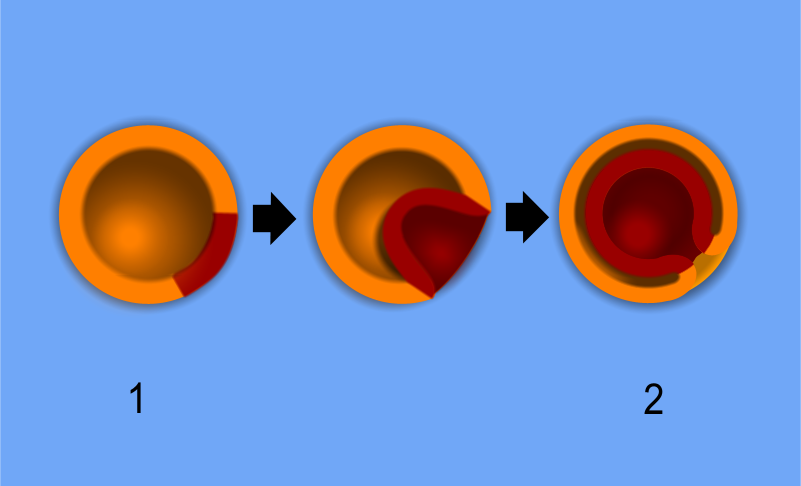
二胚葉動物の原腸陥入：（1）胞胚から（2）原腸胚の形成。外胚葉細胞（オレンジ）の一部は内側に移動して内胚葉（赤）を形成する。

胞胚（ほうはい、英: blastula, blastosphere）とは動物の胚の発達の初期段階の一つ。分化しない細胞が卵の外側に配列し、中央には通常は胞胚腔と言われる腔所が現れる。ほぼすべての後生動物に共通する発生段階である。
なお、内部ではこれ以前の時期とは異なる現象もあり、また後の分化や形態形成に向けた活動も起こり始めていることが知られている。

## 概説
受精卵は卵割と呼ばれる細胞分裂によって細胞数を増やし、ある程度の数に達した細胞は球形の卵の表面に並び、卵割腔と呼ばれる中央の液体に満ちた腔を囲む。その前の段階として桑実胚を認めることもあるが、区別は曖昧である。胞胚には原腸陥入が起きて原腸胚へと発達する。
胞胚期は桑実胚期の後に続く時期であるが、両者の区別はさほど明確ではない。16細胞期は桑実胚だが32細胞期はどちらと言ってもかまわないとの声もある。ただ、ほとんどの動物において、ほぼ均質な細胞の集まりとなり、また細胞分裂が遅くなり、同調性が弱くなるのがこの時期である。他方でそれに続く時期は原腸胚期だが、これは原腸の陥入が始まるので、その区別は比較的はっきりしている。
卵割の開始から胞胚期までは、胚の内部での移動や変形などが少なく、見かけ上は均一な細胞の列であり、外見的にもほぼ球形である。これは、これ以降にその内部で大きな動きが生じ、形態形成運動が始まるのとはっきり異なる。たとえばウニではこの時期にはその表面に繊毛を生じ、受精膜から脱出して遊泳を始める。これを遊泳胞胚と言うが、形態的には植物極側の細胞がやや背が高くなる程度である。その直後には植物極側から胞胚腔内に細胞が入り込み、一次間充織を形成し始めるが、これはすでに原腸胚期の始まりに当たる。

## 極性
胞胚は極体が付いている側である動物半球 (animal hemisphere) と卵黄を多く含む側である植物半球 (vegetal hemisphere) という極性を有しており、各々の頂点を動物極 (animal pole)、植物極 (vegetal pole) と呼ぶ。また、各半球の中間領域を赤道面と呼ぶ。
両生類においては、動物半球はのちの外胚葉に、植物半球は内胚葉に、赤道面の内部組織である帯域 (marginal zone) は中胚葉にそれぞれ相当する。

## 胞胚の型
実際には、胞胚と言っても様々な形がある。これには系統の関係と、それに卵黄の量が深く関わっている。

### 腔胞胚
中央に胞胚腔がある、中空の型。ウニやナメクジウオ等では細胞層は単層だが、両生類では多層になっている。また、動物極側と植物極側で細胞の大きさが異なる例もあり、大抵は植物極側が大きい。特に両生類などではその大きさが極端に異なり、胞胚腔は動物極側に大きく偏る。

### 盤胞胚
は虫類や鳥類などでは卵黄が非常に多く、細胞質は動物極側に極端に偏り、卵割はその部位でのみ起こる（盤割）。その結果、卵黄の表面に盤状の細胞層が乗っかった形となり、卵黄との間にわずかな隙間を作る。この細胞層を胚盤と呼び、卵黄との間の隙間を胚盤下腔というが、これが胞胚に当たる。胚盤下腔は胞胚腔に相当する。魚類に於いてもほぼ同様の形を取る。
ほ乳類の場合、卵割が進んだ胚は一見ではウニなどと同様にほぼ中空の構造を作り、これが胞胚に当たり、ほ乳類ではこれを特に胚盤胞という。ただし、中央の空洞は胞胚腔と相同ではない。と言うのは、この構造は外周に一層の細胞層があり、その内側の一カ所に細胞集団がある。前者を栄養芽層（栄養外胚葉）、後者を胚結節（内部細胞塊）と言うが、この内で胚を形成するのは胚結節のみなので、栄養芽層の方は胚膜などになってしまう。これはつまり、ほ乳類はは虫類的な祖先から進化したものであり、上記のような盤胞胚の形から、胎生への移行によって卵黄を全て失ったことによる変形をした結果と考えるべきである。

### 中実胞胚
中央に胞胚腔を持たない形で、実胞胚、無腔胞胚とも言う。海綿動物や刺胞動物の一部では、球形の卵を放射状に区分したような形の胞胚となる。環形動物では植物極側の大型細胞の上に動物極側の小型細胞が張り付いたような形となって、間に腔所がない。少なくとも後者は、本来は腔胞胚であったものが、細胞層の肥厚で腔所を失ったものと見なされる。他に、吸虫類やワムシ類でも見られる。

### 周胞胚
甲殻類や昆虫に見られる型。この類では卵黄が卵細胞の中央に集中（中黄卵）し、細胞分裂はそこまで及ばない。核は卵黄の中で分裂を繰り返し、その後卵細胞の周囲に移動し、ここで細胞質が分裂すると、胞胚期になる。胞胚腔はやはり生じない。なお、細胞質分裂が始まる間、卵の表面に核が並んだ状態を多核性胞胚、細胞質が分裂した段階を細胞性胞胚という。

### 胞胚と胚盤胞
哺乳類において、胞胚形成の結果として胚盤胞が形成される。それらは構造的に類似するが、これを胞胚と混同してはならない。それらの細胞は全く異なる運命を辿る。

## 内部における変化
卵割期には細胞分裂は非常に素早く進行する。これは、分裂に必要なタンパク質の合成のためのmRNAが、卵形成の過程で母親によって与えられているためである。これを母性mRNAという。それに対して両生類などでは、この時期から受精卵の核のゲノムからの転写が始まる。そのために分裂に際して新たにmRNA、そしてそれによるタンパク質の合成が行われるようになり、分裂の速度は遅くなる。また分裂後に細胞が成長する、分裂が同調しなくなるなどの変化も起きる。この時期を中期胞胚変移(Mid-Blastula Transition、MBT)という。
また、原腸胚期に原腸陥入の先端に立ち、神経誘導を行う形成体は、この時期に植物極側の細胞によって誘導されて分化する。これを中胚葉誘導という。
また、アフリカツメガエルのこの時期の動物極部分をアニマルキャップと言い、これは切り出した部分が帽子状であることによる。この部分を切り離して培養すると不整形表皮という表皮のようなはっきりしない塊状となり、全く未分化の細胞塊と見なせる。そのため、この部分に誘導因子と思われる物質を与えて分化の様子を見ることで、誘導の活性があるかどうかが判定出来る。そのため、この判定法をアニマルキャップ検定という。

## 系統との関連
この時期は、ほぼ全ての多細胞動物に共通するものである。この後、原腸が陥入すると、そこで止まるもの、反対側に開口して肛門を作るもの、新たに口を作るものなど分類群によってその後の進行が分かれる。ヘッケルはこれらを動物の系統を反映するものと考えた。つまり、動物の共通祖先の形を胞胚のような、等質の細胞が表面に並んだ球であり、そこに鞭毛を持って遊泳していたものと考えたのである。彼はこれにブラステアという名を与えた。
なお、海綿動物の石灰海綿類では胞胚の一端に口が開いて裏返ることが知られる。オオヒゲマワリ（ボルボックス）では娘群体の成長段階でやはり裏返ることが知られており、またヘッケル流の系統論ではこの類が多細胞動物の祖先の型と見なされたことがある。そのため、この共通点は両者の類縁関係を示すものと判断されたこともあった。現在ではこの両者の強い類縁関係は否定されている。